# Liste der Kulturdenkmale in Lübeck-Buntekuh
- Karte mit allen Koordinaten:
- OSM |
- WikiMap

Die Liste der Kulturdenkmale in Lübeck-Buntekuh beschreibt Kulturdenkmale im Stadtteil Lübeck-Buntekuh der Hansestadt Lübeck (Stand: 7. November 2024).
Die Liste ist nach Straßen sortiert.
Die Bodendenkmale sind in der Liste der Bodendenkmale in Lübeck aufgeführt.

## Legende und Hinweise
In den Spalten befinden sich folgende Informationen:
- Objekt-ID: die Nummer des Kulturdenkmales
- Lage: die Adresse des Kulturdenkmales und die geographischen Koordinaten. Kartenansicht, um Koordinaten zu setzen. In der Kartenansicht sind Kulturdenkmale ohne Koordinaten mit einem roten Marker dargestellt und können in der Karte gesetzt werden. Kulturdenkmale ohne Bild sind mit einem blauen Marker gekennzeichnet, Kulturdenkmale mit Bild mit einem grünen Marker.
- Offizielle Bezeichnung: Bezeichnung des Kulturdenkmales
- Beschreibung: die Beschreibung des Kulturdenkmales
- Bild: ein Bild des Kulturdenkmales

In der Liste sind folgende Arten von Kulturdenkmalen erfasst: Bauliche Anlagen, Sachgesamtheiten, Mehrheit von baulichen Anlagen, Gründenkmale sowie Teile von baulicher Anlage. Bauliche Anlagen sind nicht entsprechend gekennzeichnet. Sachgesamtheiten und Mehrheiten von baulichen Anlagen sind einzeln erfasst sein mit der Angaben aus welchen Teilen sie bestehen. Zusätzlich können Teil davon als Bauliche Anlage erfasst sein, diese sind ebenfalls als „Teil von“ gekennzeichnet.

## Bei den Obstgärten
| Objekt-ID | Lage | Offizielle Bezeichnung | Beschreibung | Bild |
| --------- | --- | ---------------------- | --- | ---- |
| 3929      | Bei den Obstgärten 2, 4, 4a, 6, 8, 10, 12/Hamburger Straße 40/Hohenstiege 15 (53° 51′ 13″ N, 10° 37′ 30″ O) | Gut Padelügge          | Das Gut Padelügge ist als Dokument der Siedlungs- und Architekturgeschichte im Lübecker Landgebiet von herausragendem städtebaulichem Wert. - Begründung: geschichtlich, städtebaulich - Schutzumfang: Der Denkmalschutz erstreckt sich auf das Äußere der Gebäude (Materialität, Fassaden, Kubatur, Dachform) sowie die umgebenden Freiflächen, die historischen Wege und den Herrenteich - Denkmalty: Sachgesamtheit bestehend aus Bei den Obstgärten 2 Hallenhaus, Bei den Obstgärten 3 Fachwerkkate, Bei den Obstgärten 4 Fachwerkkate, Bei den Obstgärten 4 a Wohnhaus, Bei den Obstgärten 6, 8 Wohnhaus, Bei den Obstgärten 10 Pächterhaus, Bei den Obstgärten 12 Herrenhaus, Hamburger Straße 40 Gaststätte, Hohenstiege 15 Ehem. Gärtnerstelle und Försterhaus | BW   |
| 1340      | Bei den Obstgärten 10 (53° 51′ 14″ N, 10° 37′ 30″ O)                                                        | Pächterhaus            | Auf das gesamte Gebäude - Eineinhalbgeschossiges Wohnhaus von 1882 (nach Brand des Vorgängerbaus von 1858 erneuert) mit vierachsigem Mittelrisalit und flachem Satteldach - Schutzgrund: geschichtlich, wissenschaftlich - Teil der Sachgesamtheit Gut Padelügge | BW   |
| 1341      | Bei den Obstgärten 12 (53° 51′ 17″ N, 10° 37′ 24″ O)                                                        | Herrenhaus Padelügge   | Auf das gesamte Gebäude - Herrenhaus der 1602 von dem Lübecker Ratsherrn Henning Parcham gegründeten Stiftung im Dorf Padelügge - Schutzgrund: geschichtlich, wissenschaftlich, künstlerisch - Teil der Sachgesamtheit Gut Padelügge | BW   |

## Hohenstiege
| Objekt-ID | Lage                                          | Offizielle Bezeichnung | Beschreibung | Bild |
| --------- | --------------------------------------------- | ---------------------- | --- | ---- |
| 1342      | Hohenstiege 15 (53° 51′ 12″ N, 10° 37′ 30″ O) | Hallenhaus             | Schutzumfang: Auf das Äußere des Gebäudes einschl. des konstruktiven Gefüges und der Reeteindeckung - Reetgedecktes „Niederdeutsches Hallenhaus“, als Zweiständerkonstruktion errichtet, ursprünglich zum Gut Padelügge gehörend - Schutzgrund: geschichtlich, städtebaulich | BW   |

## Zielgelstraße
| Objekt-ID | Lage                                           | Offizielle Bezeichnung       | Beschreibung | Bild |
| --------- | ---------------------------------------------- | ---------------------------- | --- | ---- |
| 4006      | Ziegelstraße 150 (53° 51′ 51″ N, 10° 39′ 1″ O) | Büro- und Verwaltungsgebäude | Schutzumfang: Auf den gesamten Gebäudekomplex mit Turnhalle, das HausmeisterWohnhaus, das Parkhaus sowie die umgebenden Grünflächen - Büro- und Verwaltungsgebäude für die Landesversicherungsanstalt (LVA) - Schutzgrund: geschichtlich, technisch, städtebaulich - mit Ziegelstraße 144, 146, 148, 154 | BW   |